# La Chasse à l'homme (film, 1977)
Pour plus de détails, voir Fiche technique et Distribution.
La Chasse à l'homme (Hajka) est un film yougoslave réalisé par Živojin Pavlović, sorti en 1977.
C'est l’adaptation du roman du même nom (Hajka) de Mihailo Lalić publié en 1960.

## Fiche technique
- Titre original : Hajka
- Titre français : La Chasse à l'homme
- Réalisation et scénario : Živojin Pavlović
- Costumes : Mirjana Ostojić
- Photographie : Milorad Jakšić Fanđo
- Montage : Olga Skrigin (sr)
- Pays d'origine : Yougoslavie
- Format : Couleurs - 35 mm - Mono
- Genre : guerre
- Durée : 104 minutes
- Date de sortie :
  -  Yougoslavie : 29 juin 1977

## Distribution
- Rade Šerbedžija : Lado
- Barbara Nielsen : Nena
- Pavle Vujisić : Filip Bekić
- Lazar Ristovski : Ivan
- Slobodanka Marković : Gara
- Rastislav Jović : Pasko
- Jovan Janicijevic-Burdus : Todocilo
- Danilo Lazović : Slobo
- Boro Begović : Bajo Banicić
- Zaim Muzaferija : Pasko
- Miki Manojlović : Sako
- Bata Živojinović : Vojvoda Juzbasić

## Récompenses
- Festival du film de Pula 1977 : meilleur réalisateur et meilleur acteur pour Pavle Vujisić